# Cristiano Lucarelli
Cristiano Lucarelli (Livorno, 4 de outubro de 1975) é um ex-futebolista profissional italiano que atuava como atacante.

## Carreira
Lucarelli iniciou sua carreira no Perugia em 1993, e em 1997 assinou com a Atalanta, disputando pela primeira vez na série A. Depois jogou uma temporada no Valencia, jogando depois pela Lecce, onde atingiu a marca de 27 gols em duas temporadas. Antes de se transferir para o Livorno ainda teve uma passagem insatisfatória pelo Torino marcando apenas um gol na temporada 2002/2003.
Atingiu relativo sucesso jogando pelo Livorno, seu time do coração. Lucarelli se destaca por sua postura política dentro e fora dos gramados. Em 1997, jogando pela seleção sub-21 da Itália, Lucarelli exibiu uma camiseta com a imagem de Che Guevara, após ter marcado um gol. Nunca mais foi convocado depois desse episódio. Declaradamente comunista, foi um dos fundadores da torcida organizada do Livorno, as  BAL (Brigadas Autônomas Livornesas) auto-proclamadas comunistas, assim como ele. Seu número no uniforme é 99, ano da criação das BAL.
Em 2005 foi o artilheiro da Série A do campeonato italiano.
Após classificar o Livorno a se classificar para a Copa da UEFA de 2006-07, a primeira competição continental da história do seu clube natal, ele deixou o clube após discordar da torcida, que acusava o time de "não esforçar-se o suficiente".Entretanto, em 2009, ele retornou ao seu clube de coração, e virou um dos grandes ídolos da torcida.

## Vida pessoal
É irmão de outro futebolista italiano, Alessandro Lucarelli. Seu filho, Mattia Lucarelli, também é jogador de futebol. Mattia foi preso em 2023, foi detido por estupro.

## Títulos
Napoli
- Coppa Italia: 2011-12